# RG-6
El RG-6 (segons la designació GRAU 6G30) es un llançagranades semiautomàtic de 40 mm que utilitza un carregador de tipus de tambor, dissenyat a Rússia entre 1993 i 1994 pel Comitè Central de Disseny i Desenvolupament d'Armes de Caça i Esportives (TsKIB SOO), Tula, Rússia.

## Història
El RG-6 era necessitat per a ampliar la potència de foc de l'infant deia durant el combat en ciutats i en espais reduïts, com en conflictes armats petits, com les Guerres Txetxenes.
El RG-6va entrar en una producció limitada a mitjans de la dècada de 1990 i es actualment utilitzat per diverses branques de l'Exèrcit Rus i forces especials, similars als MVD.

## Disseny
El disseny del RG-6, feia aquesta arma preparada per a disparar granades sense cos de 40 mm, disponibles per a altres llançagranades, similars al GP-25. El disseny del RG-6 va ser, aparentment, molt influenciat pel llançagranades Sud Africà Millor MGL, però tenia algunes diferències. La principal diferència era que el RG-6 era en el seu ús de granades sense cos, i per això, les granades es carregaven per davant de l'arma. El canó era d'ànima llisa i servia únicament per a suportar el front de l'empunyadura i les mires.
El sistema del gallet de doble acció era una versió modificada del GO-25, amb un sistema de seguretat manual i diversos mecanismes de seguretat automàtics.
El cilindre rota mitjançant un motlle similar al dels rellotges, la qual es carrega manualment per fer que el carregador giri. Per a la recàrrega, la planxa frontal del cilindre amb el tub era desbloquejat del cos de l'arma en rotar-lo cap al costat, exposant el front del cilindre. Cada recambra del cilindre es un sistema de canó d'avantcàrrega diferent, similar al disseny del canó del GP-25.
Les mires poden ser retràctils per a un transport i emmagatzematge més convenient, amb una mira ajustable en la part inferior. La culata disposa d'una part de goma, per reduir el retrocés, que és de plàstic, i quan la culata no és utilitzada, es pot fer retràctil i reduir la mida de l'arma fent girar aquesta part cap endavant per fer l'arma més compacta.